# Palenque
För andra betydelser, se Palenque (olika betydelser).

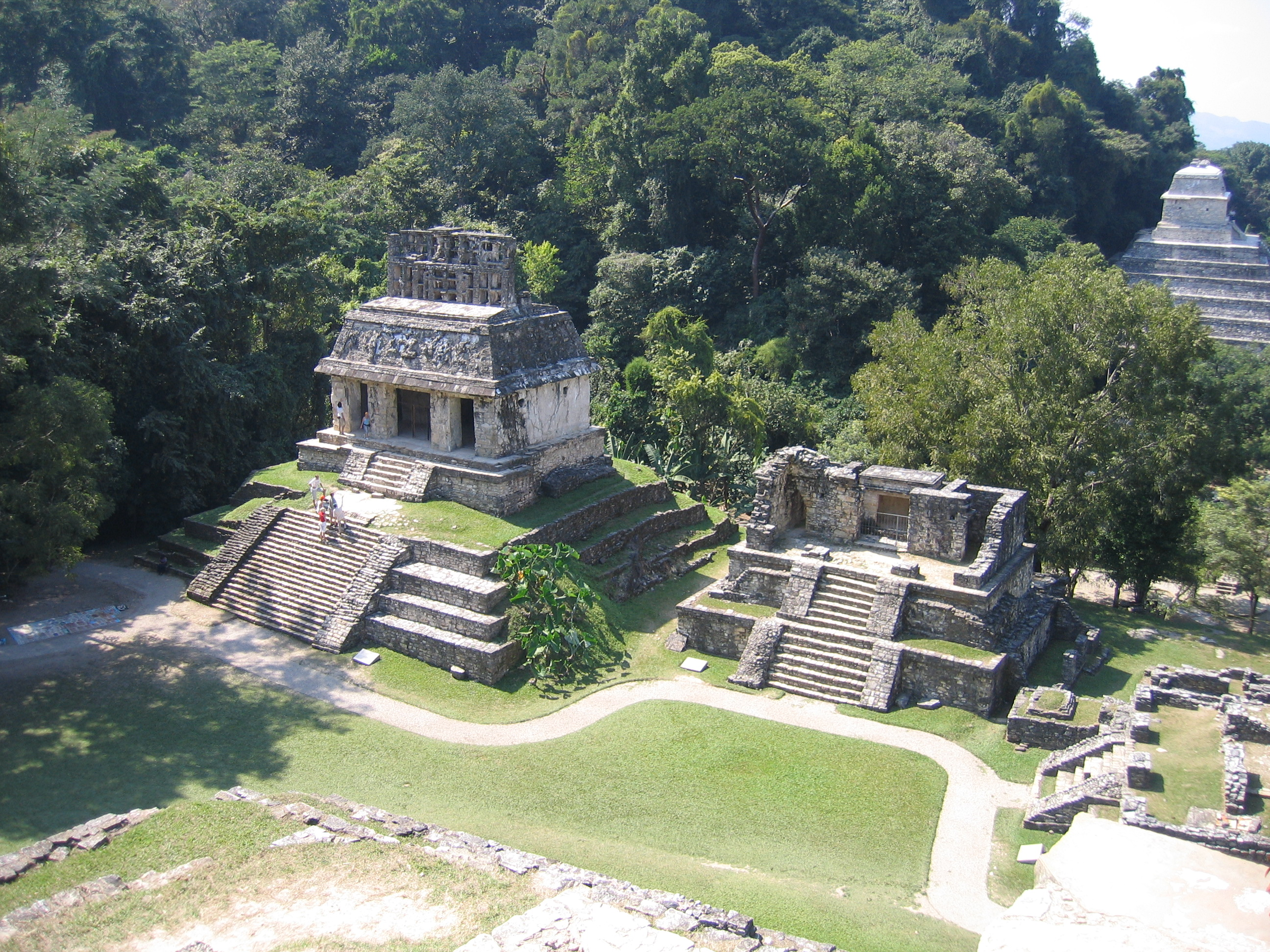
Mayaruiner i Palenque

Palenque är en ruinstad från mayakulturen, som ligger ute i djungelns Zona Arqueológica de Palenque 191 km från dagens San Cristóbal de Las Casas i den mexikanska delstaten Chiapas nära en modern bosättning (Santo Domingo del Palenque).
Ett stycke från Palenque ligger vattenfallen Agua Azul och Misol-Ha och floden Usumacinta. Fyndplatsen är medelstor, mycket mindre än de storslagna Tikal eller Copán, men den innehåller något av det bästa som mayaindianerna producerade i form av arkitektur, skulptur och uthuggna reliefer.
En av byggnaderna - Inskriptionstemplet - är ett gravmonument för härskaren Pacal den Store och innehåller hans sarkofag. Detta tempel är med 600 glyfer den näst längsta av kända maya-inskriptioner. Palenque-ruinerna har varit på Unescos världsarvslista sedan 1987.

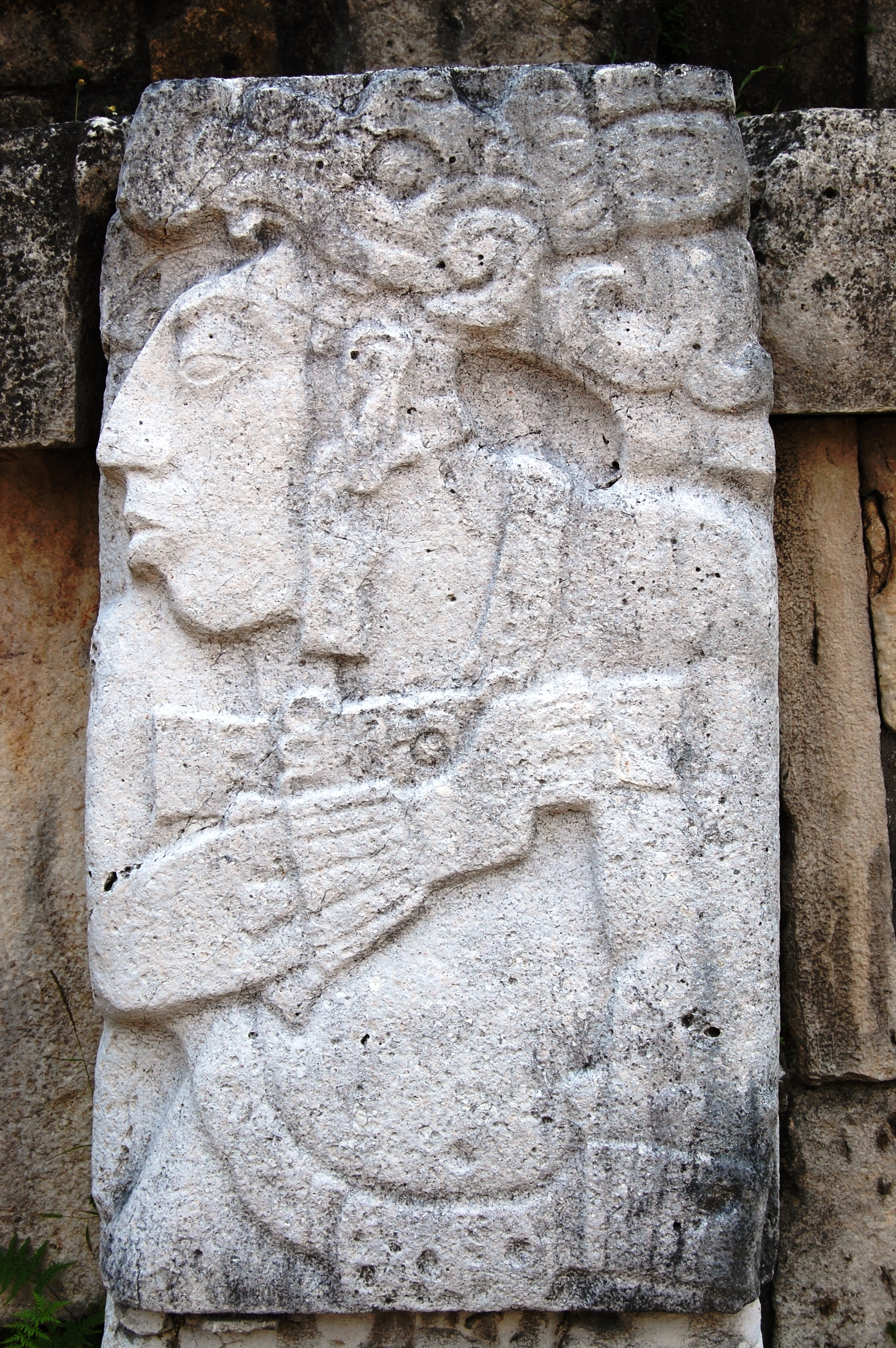
Pacal den store, huggen i sten, kung med avgörande inflytande på stadens arkitektur och konstnärliga utsmyckning.

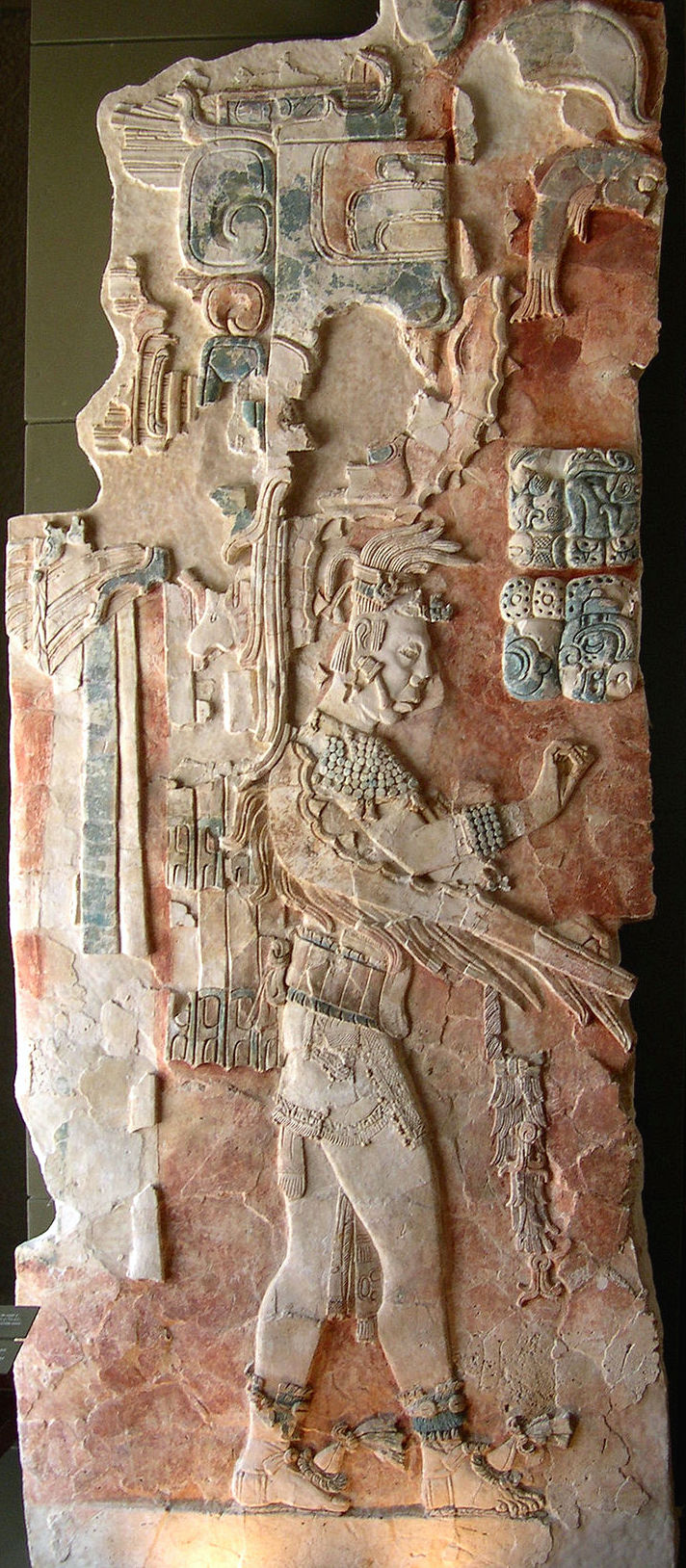
En bas-relief i Palenque-museet som avbildar Upakal K'inich, K'inich Ahkal Mo' Naab IIIs son.

## Regentlängd
Stadens kända och möjliga Maya-härskare kan listas med datum för sina regeringstider, varvid noteras två av mayas ytterst fåtaliga kvinnliga regenter:
- Snake Spine?              967- ?   f.Kr. (legendarisk? - Olmek?)
- Ch'a Ruler I?             252- ?   f.Kr.
- K'uk' B'alam I              431-435
- "Casper"435-487
- B'utz Aj Sak Chiik          487-501
- Ahkal Mo' Naab' I           501-524
- K'an Joy Chitam I           529-565
- Ahkal Mo' Naab' II          565-570
- Kan B'alam I                572-583
- Yohl Ik'nal              583-604  (kvinnlig)
- Aj Ne' Yohl Mat             605-612
- Janaab' Pakal            612
- Sak K'uk'                   612-615  (kvinnlig)
- K'inich Janaab' Pakal        615-683  ("Pakal den Store")
- K'inich Kan B'alam II       684-702
- K'inich K'an Joy Chitam II  702-722?
- K'inich Ahkal Mo' Naab' III 722-741?
- Upakal K'inich Janab Pakal? ? -764?
- K'inich Kan Bahlam?         ? 651 ?
- K'inich K'uk' Bahlam?       764- ?
- 6 Kimi Janab Pakal?         799- ?   (osäker)